# 東京ヴェントス
東京ヴェントス（とうきょうヴェントス、Tokyo Ventos）は、東京都立川市を本拠地とする自転車ロードレースチームである。かつてはプロチームとして活動していた。チーム名の「ヴェントス」はイタリア語で「風」を意味するVENTOを由来とする造語。運営はBCクリエイト合同会社。

## 歴史
- 2014年 設立[5]
- 2016年 ジャパンプロツアー昇格。
- 2017年 JPT群馬大会にてチーム初入賞を果たす。
- 2018年 実績のある外国人選手2名を加え念願のJPT初優勝を目指す。
- 2019年 シーズン末をもって活動を終了しチーム解散[6]。下部組織のVENTOS FRECCIAのみJエリートで活動を継続[7]。

## チーム陣容
2017年陣容
- 監督 - 二戸康寛
- メカニック - 池田勝之助

|      | 氏名       | 生年月日              | 所属期間 | 備考 |
| ---- | ---------- | --------------------- | -------- | ---- |
| 選手 | 早川祐司   | ????年??月??日        | 2016-    |      |
| 選手 | 平野真一   | 1990年3月17日（35歳） | 2016-    |      |
| 選手 | 佐々木貴則 | ????年??月??日        | 2016-    |      |
| 選手 | 北見涼     | ????年??月??日        | 2016-    |      |
| 選手 | 柳沼龍佑   | ????年??月??日        | 2016-    |      |
| 選手 | 菊池悠介   | ????年??月??日        | 2017-    |      |
| 選手 | 高木三千成 | 1993年4月16日（32歳） | 2017-    |      |
| 選手 | 伊藤瞬紀   | ????年??月??日        | 2017-    |      |
| 選手 | 村田幸希   | ????年??月??日        | 2017-    |      |
| 選手 | 大前翔     | ????年??月??日        | 2017-    |      |

2018年陣容
- 監督 - 二戸康寛
- メカニック - 池田勝之助

|      | 氏名                 | 生年月日              | 所属期間 | 備考 |
| ---- | -------------------- | --------------------- | -------- | ---- |
| 選手 | 高木三千成           | 1993年4月16日（32歳） | 2017-    |      |
| 選手 | 内野直也             | 1994年5月1日（31歳）  | 2018-    |      |
| 選手 | アレクサンドル・バレ | 1995年8月18日（29歳） | 2018-    |      |
| 選手 | 増田弘誠             | 1996年7月23日（28歳） | 2018-    |      |
| 選手 | トム・ボシス         | 1994年2月21日（31歳） | 2018-    |      |
| 選手 | 伊藤瞬紀             | 1995年3月13日（30歳） | 2017-    |      |
| 選手 | 今田崇史             | 1995年9月21日（29歳） | 2017-    |      |
| 選手 | 古田潤               | 1996年9月27日（28歳） | 2018-    |      |